# Pleurothallopsis ujarensis
Pleurothallopsis ujarensis är en orkidéart som först beskrevs av Heinrich Gustav Reichenbach, och fick sitt nu gällande namn av Alec M. Pridgeon och Mark W. Chase. Pleurothallopsis ujarensis ingår i släktet Pleurothallopsis och familjen orkidéer. Inga underarter finns listade i Catalogue of Life.